# جین آلوت
جین آلوت (انگلیسی: Jeannie Allott؛ زادهٔ ۱۷ نوامبر ۱۹۵۶) بازیکن سابق فوتبال اهل انگلستان است. در سال ۱۹۶۶ آلوت در یک مسابقه خیریه برای فودنز دبیو کرد. در سال ۱۹۷۶ آلوت به هلند نقل مکان کرد و به باشگاه زوارت ویت پیوست.
وی در تیم‌های ملی فوتبال زنان انگلستان و زنان هلند بازی کرده است.